# Jane Weaver
Jane Louise Weaver (née en 1972) est une chanteuse, compositrice et guitariste anglaise. Elle dirige le label Bird Records. Weaver a joué dans le groupe de Britpop Kill Laura, le projet de folktronica Misty Dixon et en tant qu'artiste solo. Elle grandit dans la ville de Widnes, dans le comté de Cheshire.

## Carrière musicale

### Kill Laura
Kill Laura est un groupe formé alors que Weaver est en sixième. Entre 1993 et 1996, Kill Laura sort cinq singles, deux avec le label Polydor et trois sur le label Manchester Records dirigé par Rob Gretton, propriétaire du club The Haçienda et manager du groupe New Order. Kill Laura s'est dissous en 1997.

### Misty Dixon
Weaver forme les Misty Dixon en 2002. Le groupe est à l'origine composé de Weaver, Anna Greenwood, Dave Tyack et Sam Yates. Misty Dixon sort plusieurs singles et un album, Iced To Mode (2003). Cependant, la sortie de l'album est entourée d'une tragédie avec la disparition de Tyack en août 2002. Misty Dixon se sépare en 2004.

### Carrière solo

#### Prémices et premier album
La carrière solo de Weaver  commence peu de temps après la disparition de Kill Laura. Elle enregistre un album pour Manchester Records en 1998, intitulé Supersister, mais il reste inédit après la mort de Gretton en mai 1999. Un single, « Everyone Knows Everyone Else », enregistré en collaboration avec Doves et Andy Votel, sort tout de même des sessions de Supersister.
Weaver poursuit sa carrière solo en parallèle de Misty Dixon. Après plusieurs singles, le premier album de Weaver, Like An Aspen Leaf, sort en 2002 . Il comprend des contributions d'Andy Votel, Dave Tyack, Rick Tomlinson (du groupe Voice of the Seven Woods), Sam Yates, Naomi Hart et deux membres de Elbow (Craig Potter et Richard Jupp) .

#### Deuxième et troisième album
Son deuxième album, Seven Day Smile (2006), est une collection d'enregistrements maison et de morceaux de l'ère Supersister. Au moment de son troisième album, Cherlokalate (2007), Weaver explore des influences folk plus psychédéliques et américana. La critique NME de Cherlokalate déclare que « Jane Weaver est le son qu'aurait produit Cat Power si elle avait grandi à côté d'Oasis, leur avait volé leurs disques des Beatles et les surpassant au concert de Noël de l'école » .

#### Quatrième et cinquième album
The Fallen By Watchbird, le quatrième album de Weaver, est sorti en 2010. Le Guardian écrit : « Le Psych folk est de retour. Il s'est peut-être éteint avec les hippies dans les années 1970, mais maintenant il a fusionné avec la folktronica, et le résultat ici n'est pas aussi prétentieux et pédant qu'on pourrait le craindre… La voix fragile et surnaturelle de Weaver est soigneusement équilibrée contre un support plus musclé ». L'album a également reçu une critique de quatre (sur cinq) étoiles dans Mojo. Weaver écrit un livre de contes de fées pour accompagner l'album. Un album de remix, The Watchbird Allumate (2011), propose des interprétations d'artistes électroniques tels que Demdike Stare et The Focus Group.
En 2011, Weaver réalise l'enregistrement musical de La bibliothèque Intiaani Kesä pour la cinéaste et créatrice de mode Paola Suhonen (fi) de la marque Ivana Helsinki. Un morceau du projet, « Parade of the Blood Red Sorrows », est également présent dans le film Kiss of the Damned en 2012.

#### Sixième album
Le titre du sixième album de Weaver, The Silver Globe (2014), est dérivé du film de 1988 On The Silver Globe d'Andrzej Żuławski. Il comporte des contributions de Cybotron, Badly Drawn Boy et David Holmes. Sa chanson « The Electric Mountain » utilise un extrait de « Star Cannibal » de l'album Church of Hawkwind (1982). The Silver Globe est acclamé par la critique comme une percée artistique et nommé « Album de l'année 2014 » chez Piccadilly Records.
Weaver apparaît sur la pochette de l'album Have You Fed the Fish? de Badly Drawn Boy en 2002.
La chanson « Another's Arms » de Coldplay, tirée de Ghost Stories également paru en 2014, comprend un extrait vocal de la chanson « Silver Chord » de l'album The Fallen By Watchbird. Weaver a déclaré que Chris Martin lui avait téléphoné directement pour obtenir la permission de l'utiliser.

#### Septième et huitième album
L'album The Amber Light de 2015 est une extension de The Silver Globe, avec trois remixes de cet album ainsi que quatre nouvelles chansons et trois instrumentaux. Il est rendu disponible à la fois avec la « version de luxe » de The Silver Globe et en tant que version séparée.
Un autre album, Modern Kosmology, sort en 2017 avec le chanteur de Can, Malcolm Mooney, interprétant la voix d'invité sur le morceau « Ravenspoint ».
En octobre et novembre 2018, Weaver termine la courte tournée solo Loops in the Secret Society en Angleterre et en Écosse, pour représenter ses deux derniers albums. Loops in the Secret Society est également le titre de son double album sorti en juin 2019 chez Fire Records. L'album contient des versions repensées et remixées de chansons de ses deux albums précédents. L'édition de luxe du CD, sortie le 15 novembre, contient également un DVD présentant l'installation du film expérimental qui été présenté lors de la tournée éponyme. Il a été réalisé par Nick Farrimond. Le premier single de l'album « Slow Motion (Loops Variation) » est sorti en mars 2019,.
Avec Peter Philipson et Raz Ullah, sous le nom de Fenella, Weaver enregistre une bande originale réinventée du film d'animation culte de 1981 Fehérlófia du réalisateur hongrois Marcell Jankovics. L'album n'est sorti en vinyle que le 8 novembre 2019 sur Fire Records ,.
Weaver sort un single en octobre 2020 intitulé « The Revolution of Super Visions », extrait de son album Flock sorti l'année suivante. Un deuxième single, « Heartflow », et une vidéo officielle sortent en janvier 2021 puis l'album en mars 2021. Flock reçoit des critiques favorables,, et Rough Trade en fait d'ailleurs leur « Album du mois »,,. La semaine de sa sortie, l'album est classé en 24e position dans le UK Albums Chart, la première fois pour Weaver que sa production entre dans le top 40. Weaver annonce également en octobre 2020 qu'elle a prévu une tournée au Royaume-Uni pour juin 2021. La tournée est reprogrammée de mars 2021 à novembre 2021 puis février/mars 2022 en raison de la pandémie de COVID-19 ,,.

### Bird Records
Bird Records est une émanation de Twisted Nerve Records et du label de réédition Finders Keepers, et est dirigé par Weaver. Bird Records est fondé en 2002 et publie principalement des enregistrements d'artistes folk contemporains. Ceux-ci incluent les premiers enregistrements de Beth Jeans Houghton et Emma Tricca.
Bird Records sort l'album de compilation Bearded Ladies en 2007. L'album réunit des chanteuses folk psychédéliques contemporaines et vintage telles que Brigitte Fontaine, Bonnie Dobson, Susan Christie et Cate Le Bon. L'album donne naissance à une soirée club au bar Dulcimer à Chorlton-cum-Hardy, Manchester. Weaver, et de nombreux artistes présentés sur Bearded Ladies, se sont produits au Meltdown Festival en 2007, organisé par Jarvis Cocker dans le cadre de l'événement « Lost Ladies of Folk ».

## Vie privée
Weaver est mariée à Andy Votel et a deux enfants.

## Discographie
- 2002 : Like An Aspen Leaf (mini album)
- 2006 : Seven Day Smile
- 2007 : Cherlokalate
- 2010 : The Fallen By Watchbird
- 2011 : The Watchbird Alluminate
- 2013 : Intiaani Kesä (Le Rose de Fer) -  en collaboration avec Pierre Ralph
- 2014 : The Silver Globe (en)
- 2015 : The Amber Light
- 2017 : Modern Kosmology
- 2019 : Loops in the Secret Society[31]
- 2019 : Fehérlófia - en collaboration avec Peter Philipson et Raz Ullah[32]
- 2021 : Flock [33]
- 2024 : Love In Constant Spectacle